# Apple-II-Modelle
Dies ist eine Liste der Apple-II-Modelle.

## Liste von Apple-I-, -II- und -III- (8- und 16 Bit-)-Modellen
1976: Apple I (Bausatz, 8-Bit-Datenbus MOS 6502)
- Apple II-Reihe (8- und 16-Bit-Datenbus)
  - 1977 – Apple II            – (8-Bit-Datenbus MOS 6502)
  - 1978 – Apple II Plus      – (8-Bit-Datenbus MOS 6502)
  - 1978 – Apple II Europlus   – (8-Bit-Datenbus MOS 6502)
  - 1983 – Apple //e          – (8-Bit-Datenbus, MOS/SynerTek 6502)
  - 1984 – Apple //c          – (8-Bit-Datenbus, MOS/WDC 65C02)
  - 1985 – Apple //e Enhanced – (8-Bit-Datenbus, MOS/WDC 65C02)
  - 1986 – Apple IIGS – (8-/16-Bit-Datenbus, WDC 65816/65C816)
  - 1987 – Apple //e Platinum – (8-Bit-Datenbus, MOS/WDC 65C02)
  - 1988 – Apple //c+         – (8-Bit-Datenbus, MOS/WDC 65C02)

- Apple III-Reihe (8-Bit)
  - 1980 – Apple ///          – (8-Bit-Datenbus, MOS/SynerTek 6502A)
  - 1981 – Apple /// Plus     – (8-Bit-Datenbus, MOS/SynerTek 6502A)